# 棒状粗糙钩丝壳
棒状粗糙钩丝壳（学名：Uncinula aspera var. clavulata）是属于白粉菌目白粉菌科钩丝壳属的一种真菌，寄生在柘树属植物上。该种分布于中国。